# メラス谷
メラス谷（英: Melas Chasma）は、火星のマリネリス峡谷の中央部に位置する谷（カズマ地形）。マリネリス峡谷の最も幅が広い部分であり、地図上ではコプラテス地域の南緯9.8度東経283.6度、イウス谷の東側にあたる。

## 地形

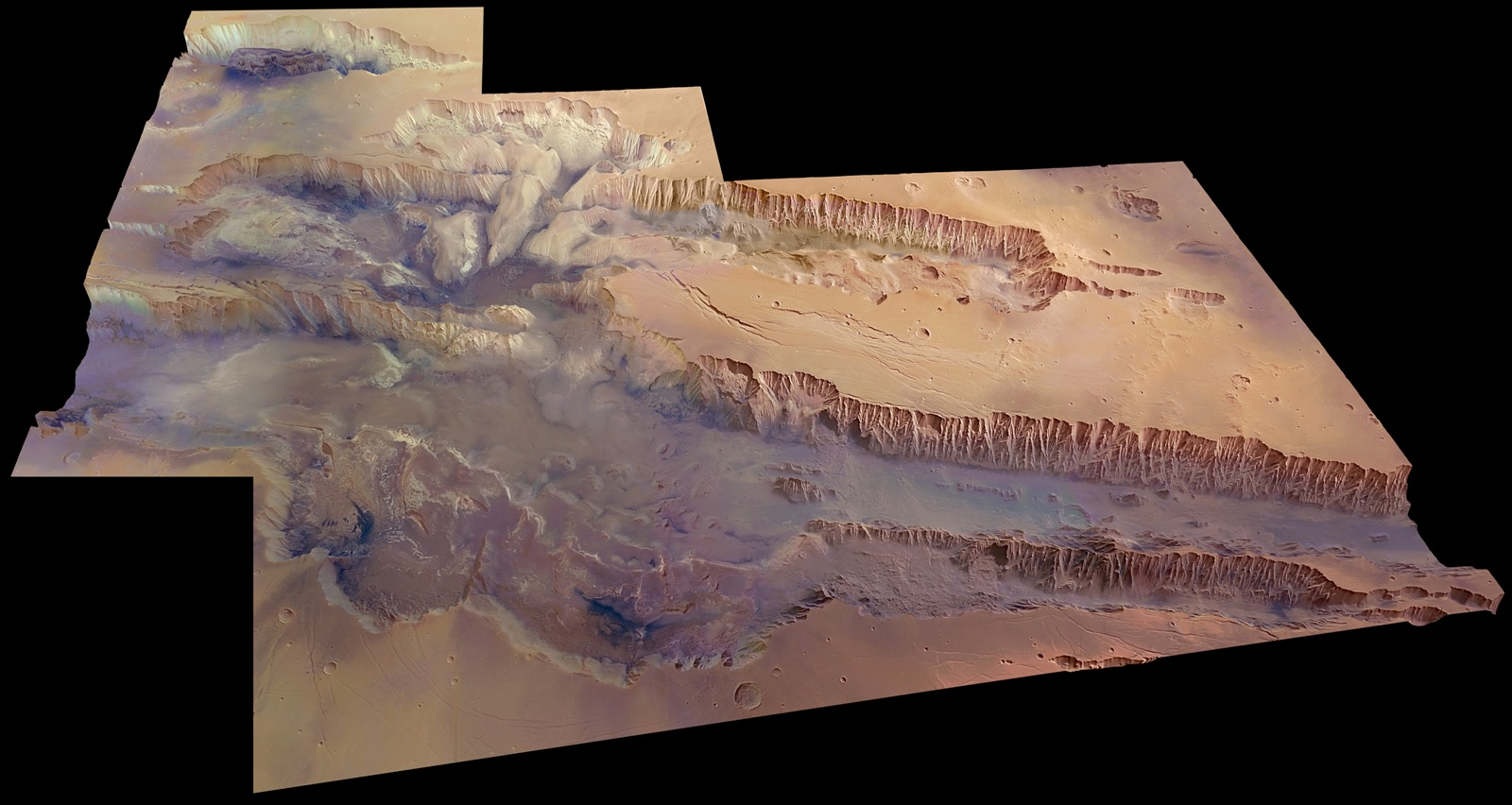
メラス谷の立体モデル

メラス谷の領域には、西側の峡谷上流から流れ込む水によりかつて湖が存在した結果、堆積物が蓄積されたと考えられており、谷はその地層を切り裂く形で形成されている。または、これを風で飛ばされた堆積物や火山灰だとする別の理論も存在する。火星探査機マーズ・リコネッサンス・オービター (MRO) はメラス谷に過去に水が存在したことを示す含水硫酸塩を発見している。同探査機はまた、硫酸塩と酸化鉄も発見している。メラス谷はNASAが計画する探査機Mars 2020の8つの着陸候補地の一つとして挙げられており、この探査では宇宙生物学に焦点が当てられている。
メラス谷の底部のおおよそ70%は、風により吹き付けられた火山灰と考えられる大量の若い物質から構成されている。またこれに谷の壁面が風食され生じた土砂も含まれている。特に谷の周縁部では、崩れた壁面に由来する割合が大きい。
メラス谷の領域は、マリネリス峡谷で最も深い部分でもあり、その深さは周囲の地表から11kmにも達する。メラス谷から大洪水地形にかけては約0.03度の上り斜面となって北の平野部に続いており、これはもしメラス谷を水で満たしたとすると、ここには川ができる前に深さ1kmの湖ができることを意味している。
高解像度画像を使った最新のメラス谷南西部の研究から、地理的なスペクトルデータ集合の11の扇形の地形が発見されている。これらの地形もメラス谷がかつて水量の変動があった湖であったことの証拠となる。
メラス谷の底部は標高が低いことから火星の他の地点と比べて気圧が高く、火星有人基地の有力な候補となる可能性がある。赤道に近く太陽エネルギーが大きいことと、水の確保が容易な可能性があることもこれを推進する。

## 画像

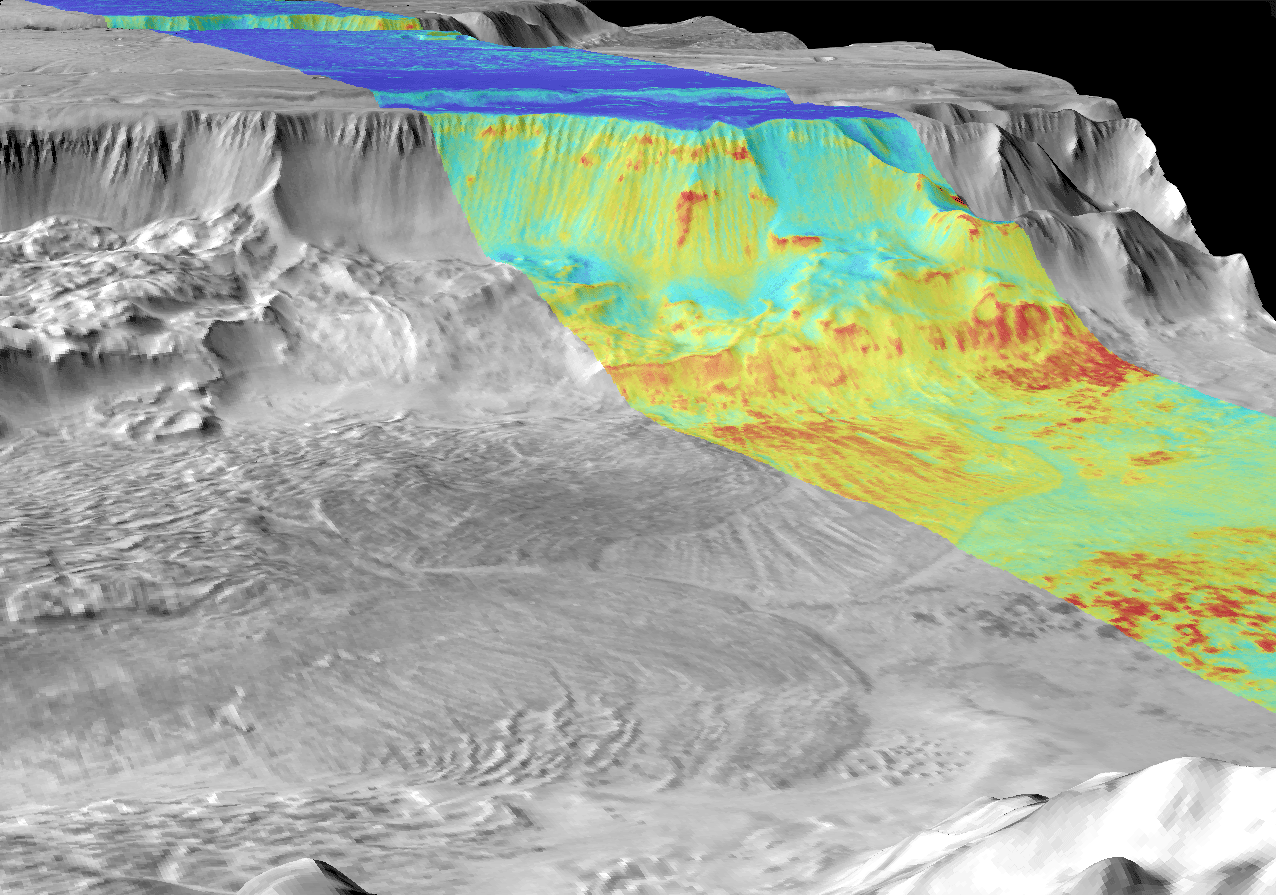
メラス谷の赤外線による観測結果を合成した写真。青い領域は、地滑りの結果を示している。
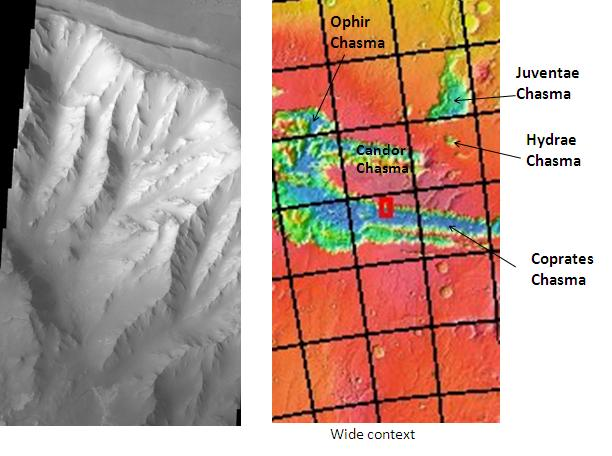
谷の壁面（2001マーズ・オデッセイ撮影）。またメラス谷に関連する周辺地域も示す。
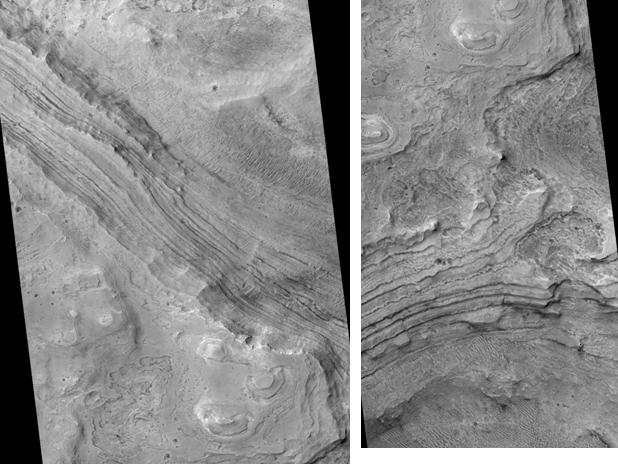
谷の堆積物の痕跡を示した写真（MRO撮影）。
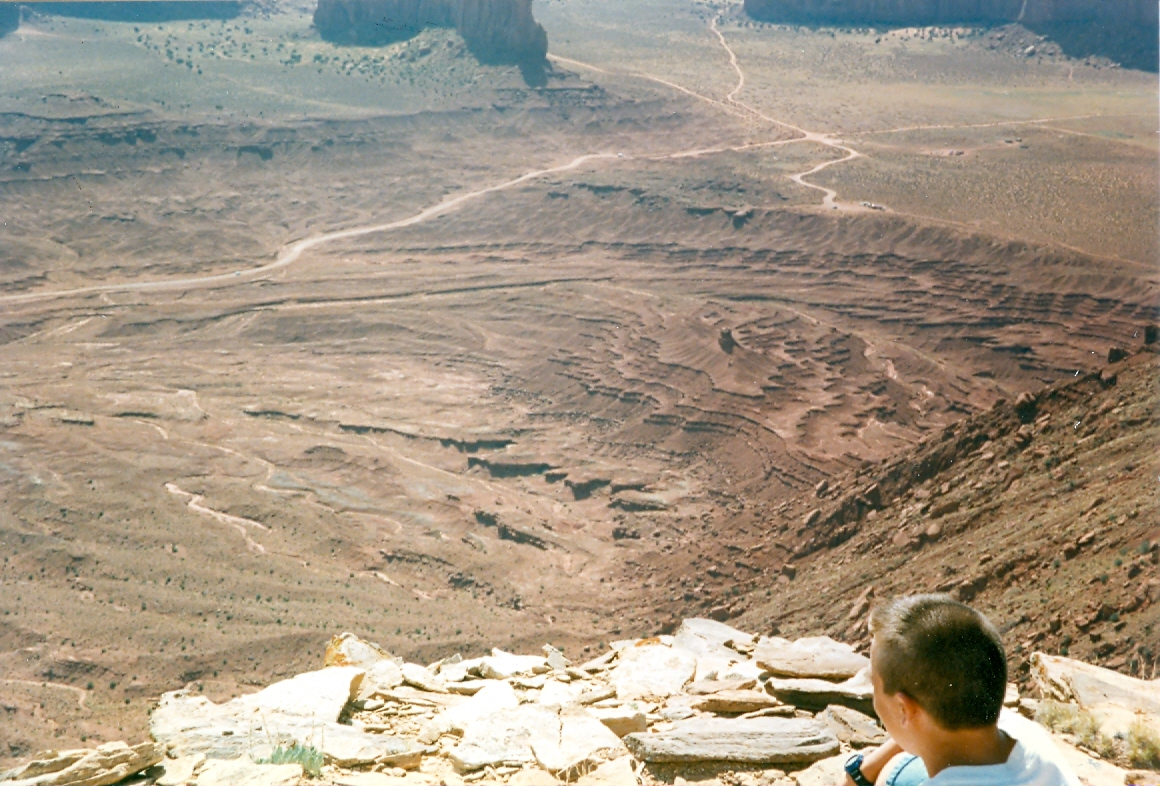
比較用の地球のモニュメント・バレーの地層の写真。